# 汉斯·艾勒·彼泽森
汉斯·艾勒·彼泽森（丹麥語：Hans Eiler Pedersen，1890年10月18日—1971年12月1日），丹麦男子竞技体操运动员。他曾代表丹麦获得1912年夏季奥运会体操比赛男子团体瑞典式银牌。他于1971年在根措夫特去世。